# Jan-Olof Rydqvist
Jan-Olof Rydqvist, född 26 januari 1930 i Oscars församling, Stockholm, död 26 januari 1977 i Hedvig Eleonora församling, Stockholm,  var en svensk skådespelare och manusförfattare. Rydqvist är begravd på Norra begravningsplatsen i Stockholm.

## Filmmanus
- 1961 – Stöten

## Filmografi
- 1942 – I gult och blått
- 1943 – I mörkaste Småland
- 1946 – Begär
- 1946 – Möte i natten
- 1947 – Tösen från Stormyrtorpet
- 1952 – Farlig kurva
- 1953 – Kungen av Dalarna
- 1953 – En skärgårdsnatt
- 1954 – Farlig frihet
- 1955 – Flottans muntergökar
- 1955 – Åsa-Nisse ordnar allt
- 1955 – Våld
- 1955 – 91 Karlsson rycker in
- 1956 – Flamman
- 1956 – Den tappre soldaten Jönsson
- 1969 – Eva – den utstötta
- 1970 – Tretton dagar (TV-serie)
- 1973 – Smutsiga fingrar
- 1973 – Kvartetten som sprängdes (TV-serie)
- 1973 – Anita – ur en tonårsflickas dagbok
- 1975 – Sängkamrater
- 1975 – Ungkarlshotellet
- 1976 – Drömmen om Amerika: En film om Hjert och Tector
- 1977 – Ärliga blå ögon (TV-serie)
- 1977 – Kärleksvirveln

## Teater

### Roller
| År   | Roll | Produktion                  | Regi          | Teater                           |
| ---- | ---- | --------------------------- | ------------- | -------------------------------- |
| 1951 |      | Robespierre Rudolf Värnlund | Johan Falck   | Norrköping-Linköping stadsteater |
| 1952 |      | Drömresan Gunnar Falk       | Sture Ericson | Norrköping-Linköping stadsteater |